# 221698 Juliusolsen
221698 Juliusolsen este o planetă minoră (asteroid) din centura de asteroizi. A fost descoperită pe 21 februarie 2007 la Charleston de Robert Holmes⁠(d). 
Obiectul prezintă o orbită caracterizată de o semiaxă mare de 2,7931475220232 UAi, o excentricitate de 0,01, o înclinație de 4,1 ° în raport cu ecliptica.